# 마운트 버넌 회의

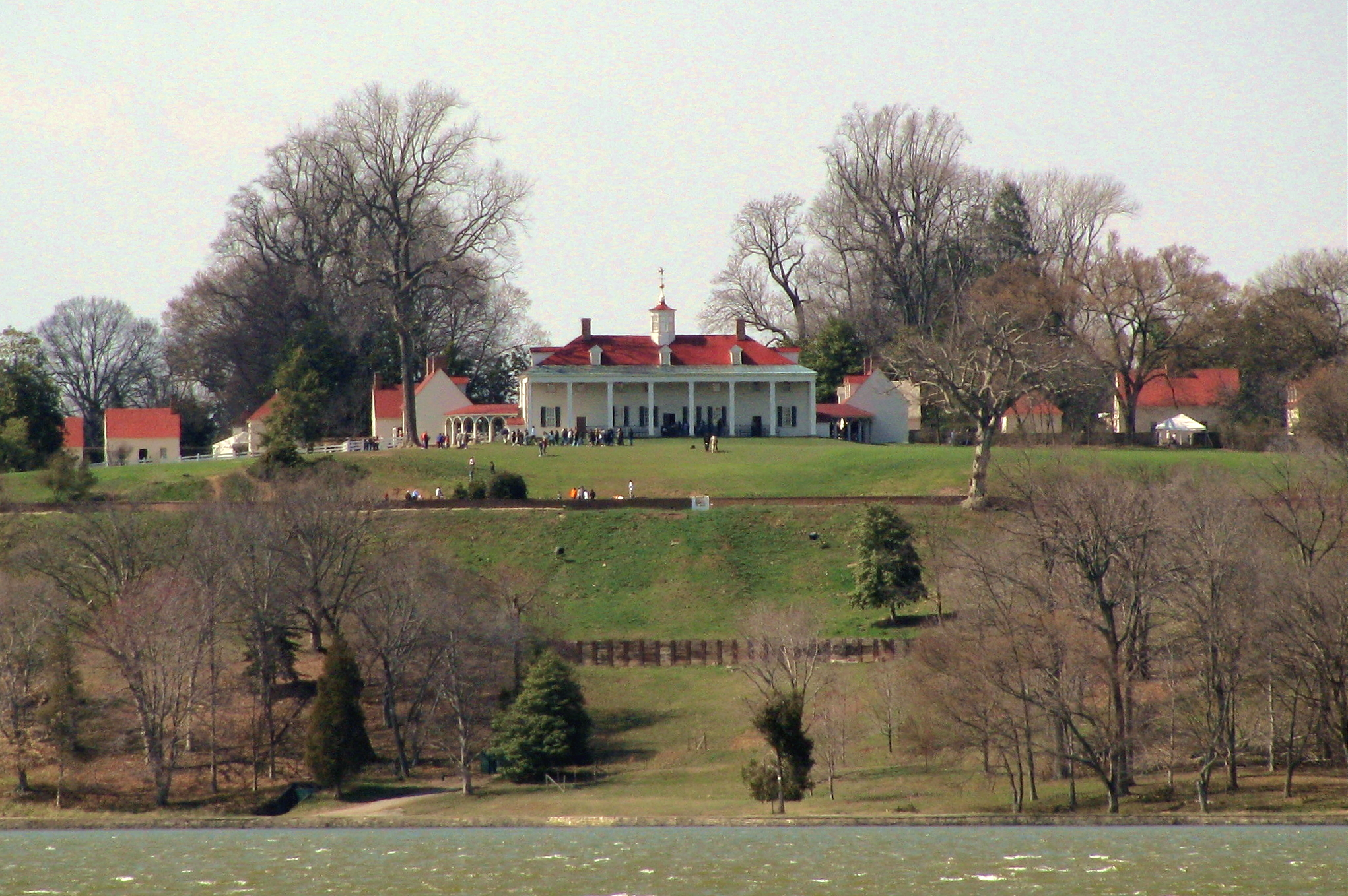
회의 장소인 조지 워싱턴의 마운트 버넌 사유지, 페어팩스군

마운트 버넌 회의(영어: Mount Vernon Conference)는 1785년 3월 21일부터 28일까지 마운트 버넌에서 열린 버지니아주와 메릴랜드주 대표들의 회의로, 두 주의 공유 수로에 대한 항해 수리권을 논의하기 위해 개최되었다. 1785년 3월 28일, 회의는 포토맥강, 포코모크강, 체서피크만에서 두 주의 권리를 규정하는 13개 조항의 제안을 작성했다. 마운트 버넌 협정으로 알려져 있고 공식적으로는 1785년 협정이라고 불리는 이 주간 협정은 조수 항해뿐만 아니라 관세, 상업 규제, 어업권, 채무 회수와 같은 문제까지 다루었다. 양 주의 주의회에서 비준된 이 협정은 상호 관심 분야에 대한 주간 회의의 선례를 만드는 데 기여했다.

## 배경
회의를 이끈 상황은 미국 독립 전쟁에서 미국이 승리하면서 시작되었다. 연합규약 하에 효과적인 중앙 정부가 없었기 때문에 주들은 서로 다투었고, 일부는 독자적인 규제, 관세, 통화를 제정하기도 했다. 공유 수로에서 상호 이익이 되는 상업을 보장하기 위해 버지니아와 메릴랜드 주의회는 수역 관할권에 대한 두 주 간의 합의가 필요하다는 것을 인식했다. 이러한 인식은 포토맥강을 내부 개선하고 상업을 위해 낙차선 너머로 항해 가능성을 개선하기 위한 포토맥 회사의 메릴랜드 (1784년)와 버지니아 (1785년)에서의 설립으로 이어졌다. 회사의 목표는 미국 동해안을 애팔래치아 횡단 북서부 영토와 연결하는 것이었다.
회의는 당초 1785년 3월 21일 알렉산드리아에서 시작될 예정이었다. 메릴랜드 대표단에는 새뮤얼 체이스, 다니엘 오브 세인트 토마스 제니퍼, 토머스 스톤이 포함되었다. 버지니아에서는 알렉산더 헨더슨과 조지 메이슨이 참석했다. 제임스 매디슨과 에드먼드 랜돌프가 임명되었지만, 그들의 임명에 대한 충분한 통보를 받지 못했다. 메릴랜드 대표단이 회의에 도착했을 때 버지니아 대표단은 아무도 없었다. 스톤과 회의에 대해 서신을 주고받던 조지 워싱턴은 그들이 기다리는 동안 페어팩스군에 있는 자신의 마운트 버넌 사유지에서 환대를 제공했고, 나중에 회의 자체를 주최하겠다고 제안했다. 워싱턴은 공식 참가자는 아니었지만, 문제에 대한 권위 있는 지식과 포토맥 항해에 대한 적극적인 관심으로 대표단에게 영감을 주었으며, 회의에 상당한 명성을 부여했다.

## 회의
회의는 1785년 3월 25일 마운트 버넌에서 워싱턴이 주재하며 다시 열렸다. 메릴랜드 대표들은 포토맥강과 포코모크강, 체서피크만과 관련된 공유 관심사를 버지니아와 논의할 권한을 부여받았다. 그러나 버지니아 주의회의 임명자들에 대한 지침은 오직 포토맥강에만 초점을 맞추었다. 그럼에도 불구하고, 공통점을 찾았고, 3월 28일, 양 주의회를 위한 최종 보고서가 작성되었다. 이 보고서는 13개 조항을 포함했으며 메릴랜드와 버지니아에 의해 비준되었다. 보고서는 메릴랜드의 단독 관할권 하에 있던 포토맥강이 버지니아도 사용할 수 있는 공유 수로임을 선언했다. 이는 상호 어업권, 항해 보조 시설 건설 비용 분담, 방어 및 해적 행위에 대한 협력을 규정했다. 또한 미래에 발생할 수 있는 문제들을 처리할 위원들을 요청했다. 펜실베이니아주와 델라웨어주의 정치 지도자들도 이 협정에 참여하도록 초청받았다.

## 유산

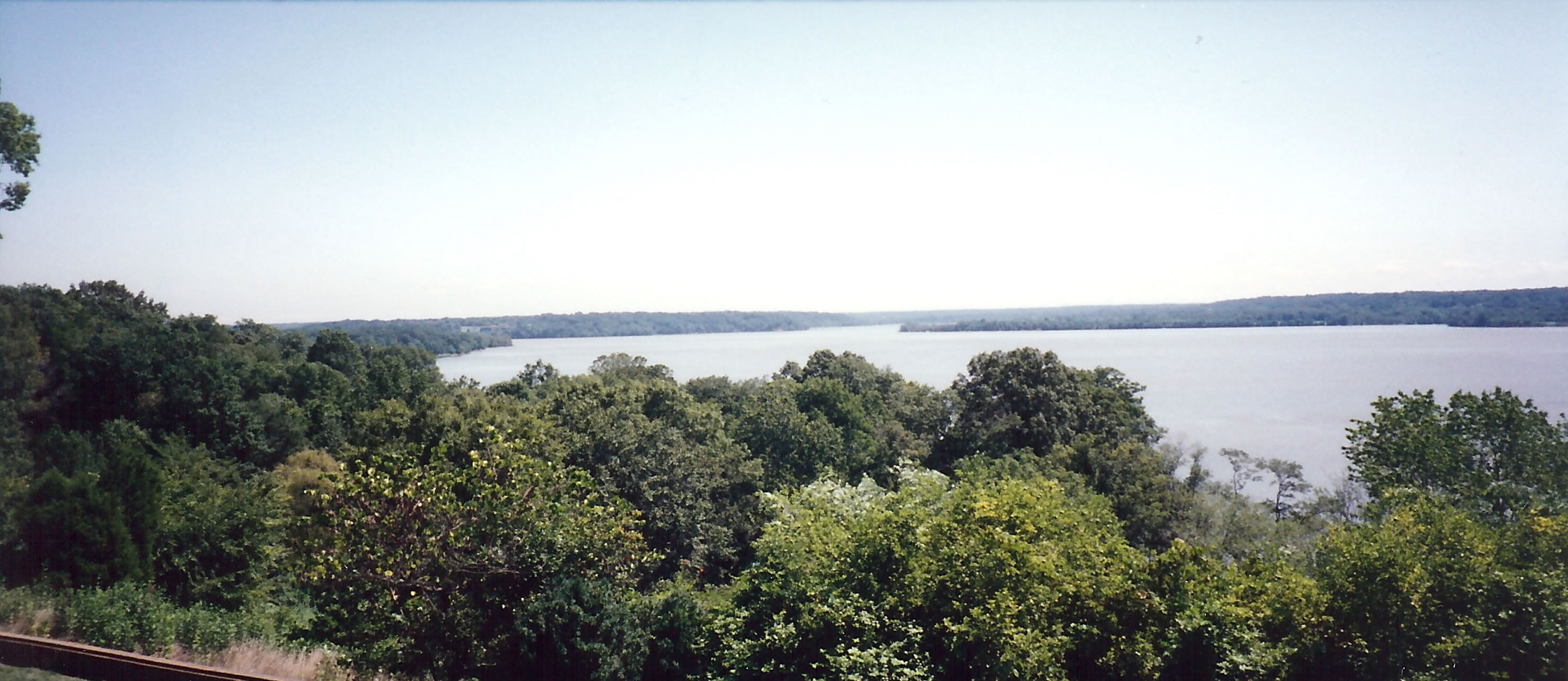
마운트 버넌에서 바라본 포토맥강의 모습, 페어팩스군, 버지니아주, 메릴랜드 해안 방향

마운트 버넌 회의는 연합규약의 틀 밖에서 주간 협력의 모델이 되었다. 그 성공은 제임스 매디슨이 주들이 직면한 헌법적 문제에 대한 추가 논의를 옹호하게 만들었다. 그는 대륙회의의 버지니아 대표들이 무역 문제를 다루기 위한 확대된 권한을 모색하도록 하는 노력에서 거의 성과를 얻지 못했다. 대신, 그는 버지니아 주의회에 주간 문제에 대한 추가 토론을 위한 협정 위원들의 제안을 따르도록 하는 제안을 제출했다. 1786년 1월 21일 메릴랜드의 동의를 얻어 버지니아는 모든 주를 상업 문제에 대한 또 다른 회의인 획기적인 애너폴리스 회의에 초청했다.
공식적으로 "연방 정부의 결함을 시정하기 위한 위원회 회의"라는 제목의 두 번째 주간 정치 협약은 1786년 9월 11일 애나폴리스에 있는 조지 맨 태번에서 소집되었다.
5개 주 대표단(다른 4개 주에서 임명된 대표단은 너무 늦게 도착하여 참여하지 못하거나 다른 이유로 참석하지 못했다)이 모여 주들 간의 상업을 촉진하고 표준 규칙 및 규정을 수립하는 방법을 논의했다. 회의 결과, 위원들은 연합규약의 가능한 개선 사항을 논의하기 위해 또 다른 헌법 제정 회의를 개최할 것을 요청했다. 원하는 회의는 1787년 여름 필라델피아에서 열렸다.
마운트 버넌과 애너폴리스에서의 회의는 필라델피아 제헌회의의 길을 열었고, 이는 주간 협력의 개념을 더욱 강화하고 새로운 연방 헌법을 탄생시켰다. 그곳에서 펜실베이니아의 구베르뇌르 모리스는 마운트 버넌 회의의 성공을 간접적으로 언급했다. 1908년, 정부 위원회는 관련 사건들을 더 밀접하게 연관시켰다.
 국내 내륙 수로 개발을 향한 초기 움직임은 조지 워싱턴의 영향 아래 버지니아와 메릴랜드가 주로 포토맥강의 항해와 개선을 고려하기 위해 위원들을 임명하면서 시작되었다. 이들은 1785년 알렉산드리아에서 만나 마운트 버넌으로 옮겨 확장 계획을 세웠고, 이에 따라 1786년 애나폴리스에서 다른 주 대표들과 다시 모였다. 다시 한번 과제가 커지고 있음을 발견하고, 모든 주의 대표들이 참석하는 추가 회의가 1787년 필라델피아에서 열리도록 주선되었다. 그곳에서 심의 결과 헌법이 제정되었고, 이를 통해 13개 원조 주들은 주로 상업적 기반으로 통합되었다. 당시의 상업은 주로 수로를 통해 이루어졌다.

## 같이 보기
- 버지니아 대 메릴랜드, 2003년 대법원 판례